# Embassy of the Free Mind
De Embassy of the Free Mind is een Nederlands museum, een bibliotheek en een platform voor het vrije denken, geïnspireerd op het gedachtegoed van de collectie Bibliotheca Philosophica Hermetica. In het museum staat het Europese vrije denken van de afgelopen 2000 jaar centraal met als inspiratiebron de hermetische wijsheid: inzicht in de samenhang tussen God, kosmos en mens. Deze verbinding is verbeeld in de teksten en afbeeldingen in de collectie, waarbij bronnen uit de hermetische, alchemistische, astrologische, magische, mystieke, kabbalistische en rozenkruisers traditie bij elkaar komen.

## Geschiedenis
De wortels van het museum liggen in de Bibliotheca Philosophica Hermetica (The Ritman Library). Deze wetenschappelijke onderzoeksbibliotheek, met een collectie van meer dan 28.000 boeken, een eigen onderzoeksinstituut en uitgeverij, vormt de basis waaruit het museum is voortgekomen.
De Bibliotheca Philosophica Hermetica ontstond in 1958 als privébibliotheek van de Amsterdamse zakenman Joost Ritman. In 1984 verhuisde de bibliotheek naar de Bloemstraat in Amsterdam en werd zij toegankelijk voor publiek. Ritman bracht onder één dak handschriften en gedrukte boeken samen op het gebied van de hermetische traditie en zorgde zodoende dat de samenhang tussen de diverse verzamelgebieden en hun relevantie voor vandaag de dag zichtbaar werd.
Sinds haar openstelling stonden de activiteiten van de bibliotheek in het teken van de opbouw van de collectie, de ontwikkeling van de expertise binnen het Ritman onderzoeksinstituut en de uitbreiding van het fonds van de eigen uitgeverij In de Pelikaan. In 2009 verkreeg de bibliotheek de status van een algemeen nut beogende instelling (ANBI).
In 2017 verhuisde de bibliotheek naar het Huis met de Hoofden en verkreeg het museumstatus, resulterend in de Embassy of the Free Mind. De Embassy of the Free Mind werd in oktober 2017 geopend door auteur Dan Brown.

## Huisvesting

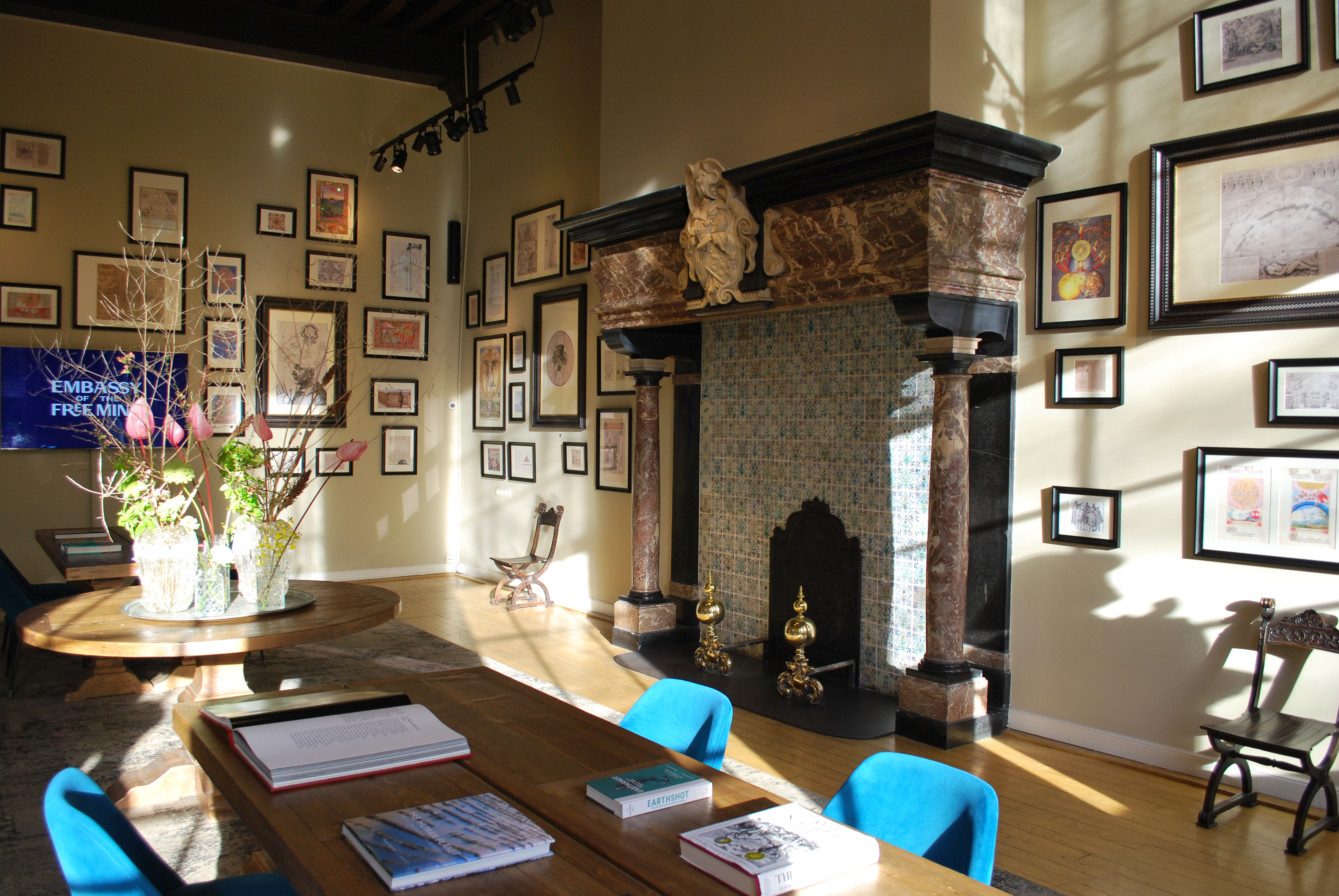
De 'Grote Sael' (Great Hall).

De Embassy of the Free Mind is gevestigd in het 17e-eeuwse Amsterdamse rijksmonument het Huis met de Hoofden aan de Keizersgracht 123. Het grachtenpand is in 1622 gebouwd door Hendrick de Keyser en behoort tot de ‘Top 100 van de Rijksdienst voor de Monumentenzorg’. Op de voorgevel prijken zes hoofden. Zij verbeelden de Romeinse goden Apollo, Ceres, Mercurius, Minerva, Bacchus en Diana. God van de handel Mercurius en godin van de wijsheid Minerva zijn in de 17e eeuw links en rechts van de centrale ingang geplaatst om duidelijk te maken dat dit het woonhuis was van een wijze koopman (Mercator Sapiens).
Lodewijk en Laurens de Geer, vanaf 1634 bewoners van het Huis met de Hoofden voor 150 jaar, waren naast welvarende ondernemers tevens beschermheren van vrije denkers en maakten het drukken van hun werken mogelijk. Hun huisbibliotheek van circa 6.000 boeken vertoont overeenkomsten met de boeken die nu opnieuw in de kast van de museumbibliotheek staan.

## Collectie

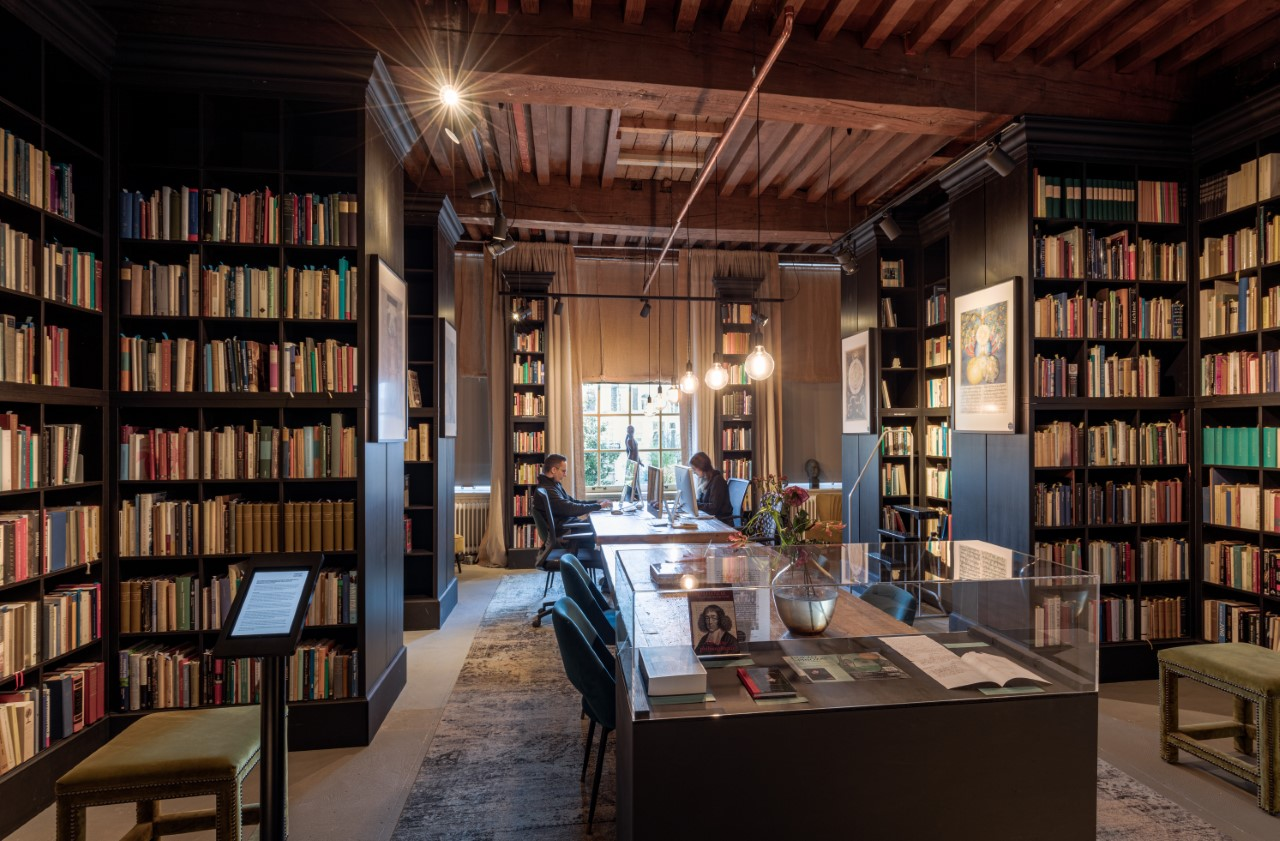
Leeszaal van de Embassy of the Free Mind

Het museum beschikt over een collectie van meer dan 28.000 werken over de hermetica, rozenkruisers, alchemie, mystiek, gnosis, westerse esoterie en godsdienstwetenschap. Andere verzamelgebieden van de bibliotheek zijn onder meer het soefisme, de kabbala, antroposofie, vrijmetselaars, judaica en betreffende de graal. De bibliotheek beschikt over ongeveer 7.500 boeken gedrukt voor 1800, 70 incunabelen, 700 manuscripten van na 1550 en 25 manuscripten geschreven voor 1550. De overige boeken zijn na 1800 gedrukt. Veel items in de bibliotheek zijn uniek. Tot de schatten van de Bibliotheca Philosophica Hermetica behoren het Corpus Hermeticum dat in 1471 werd gepubliceerd, de eerste geïllustreerde editie van Dantes La Divina Commedia uit 1481 en een druk van Cicero's De Officiis uit 1465. Bovendien beschikt het museum over Atalanta Fugiens van Michael Maier, Biblia Polyglotta van Christoffel Plantijn en een grote collectie werken van Gustav Meyrink.

## Topstukken (selectie)

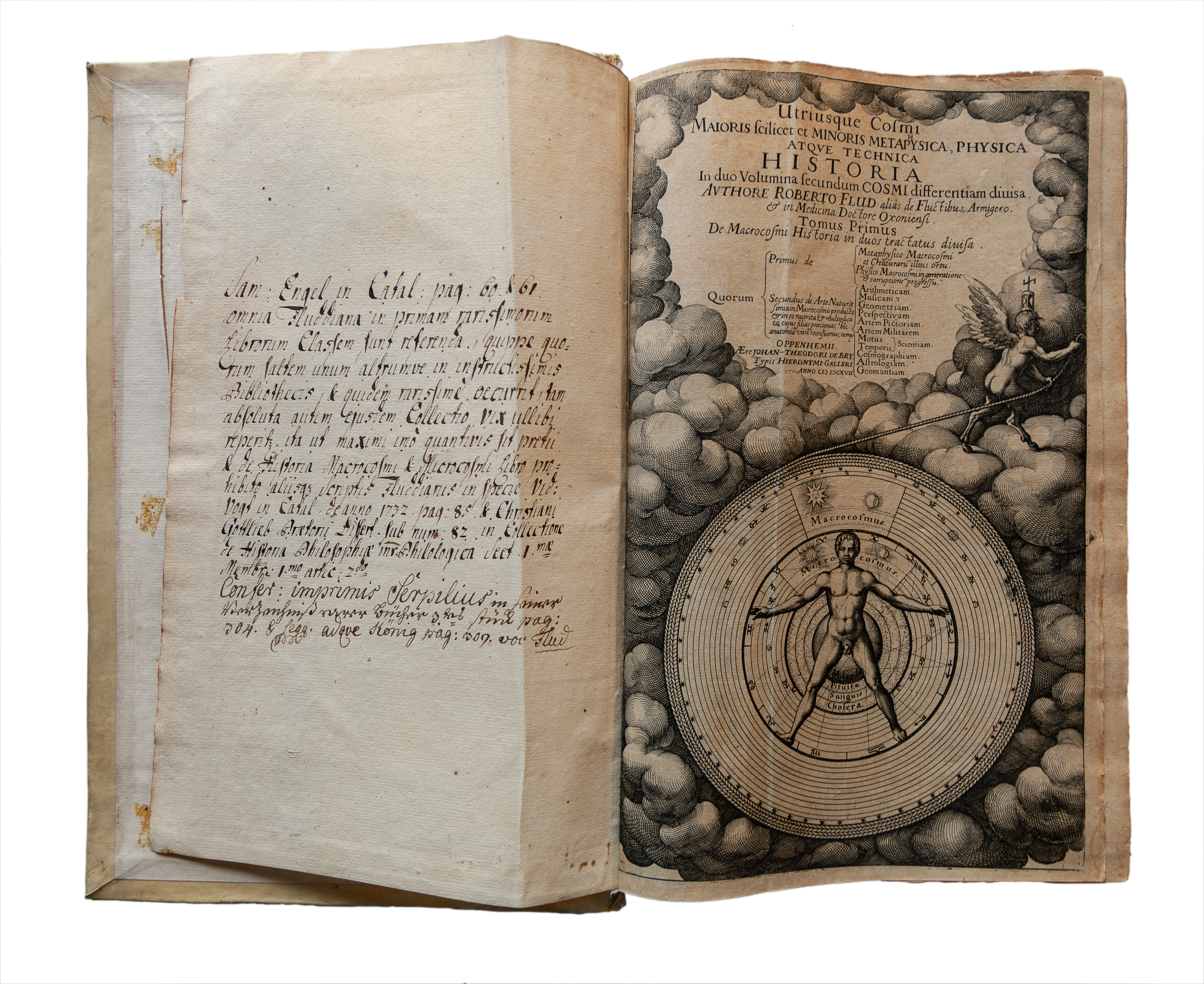
Robert Fludd, Utriusque cosmi historia
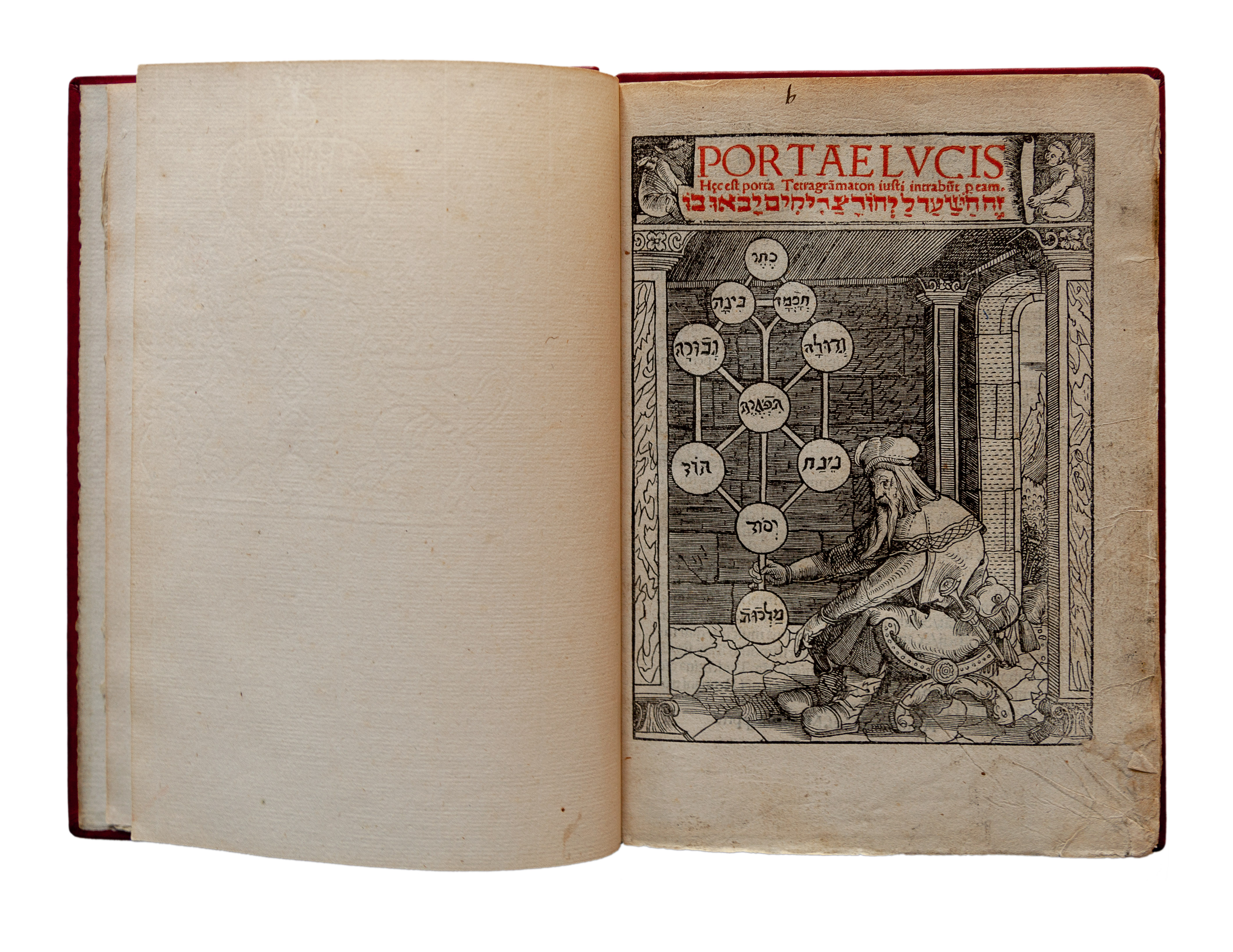
Joseph ben Abraham Gikatilla, Portae Lucis
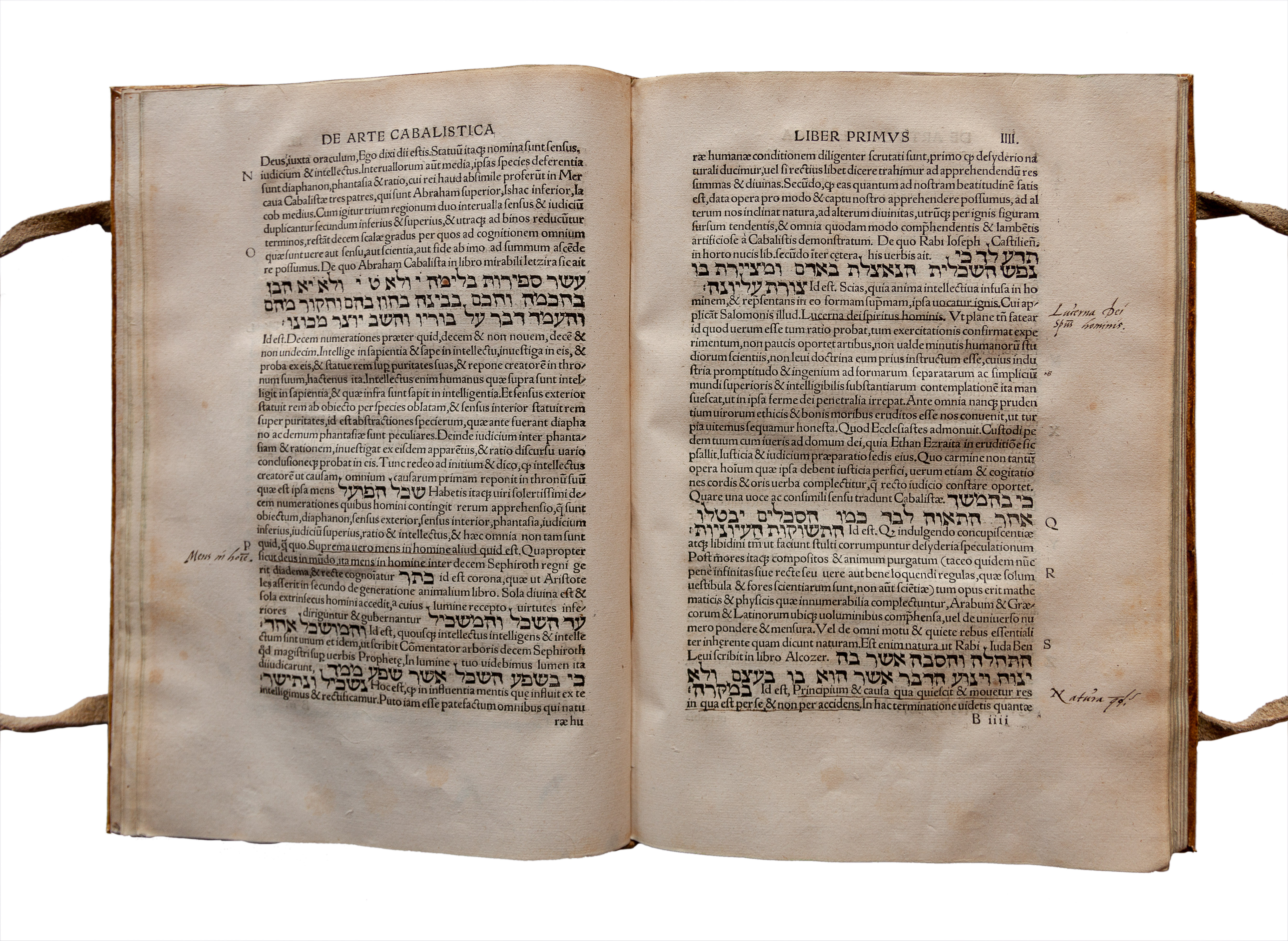
Johannes Reuchlin, De arte cabalistica

## Boekprenten (selectie)

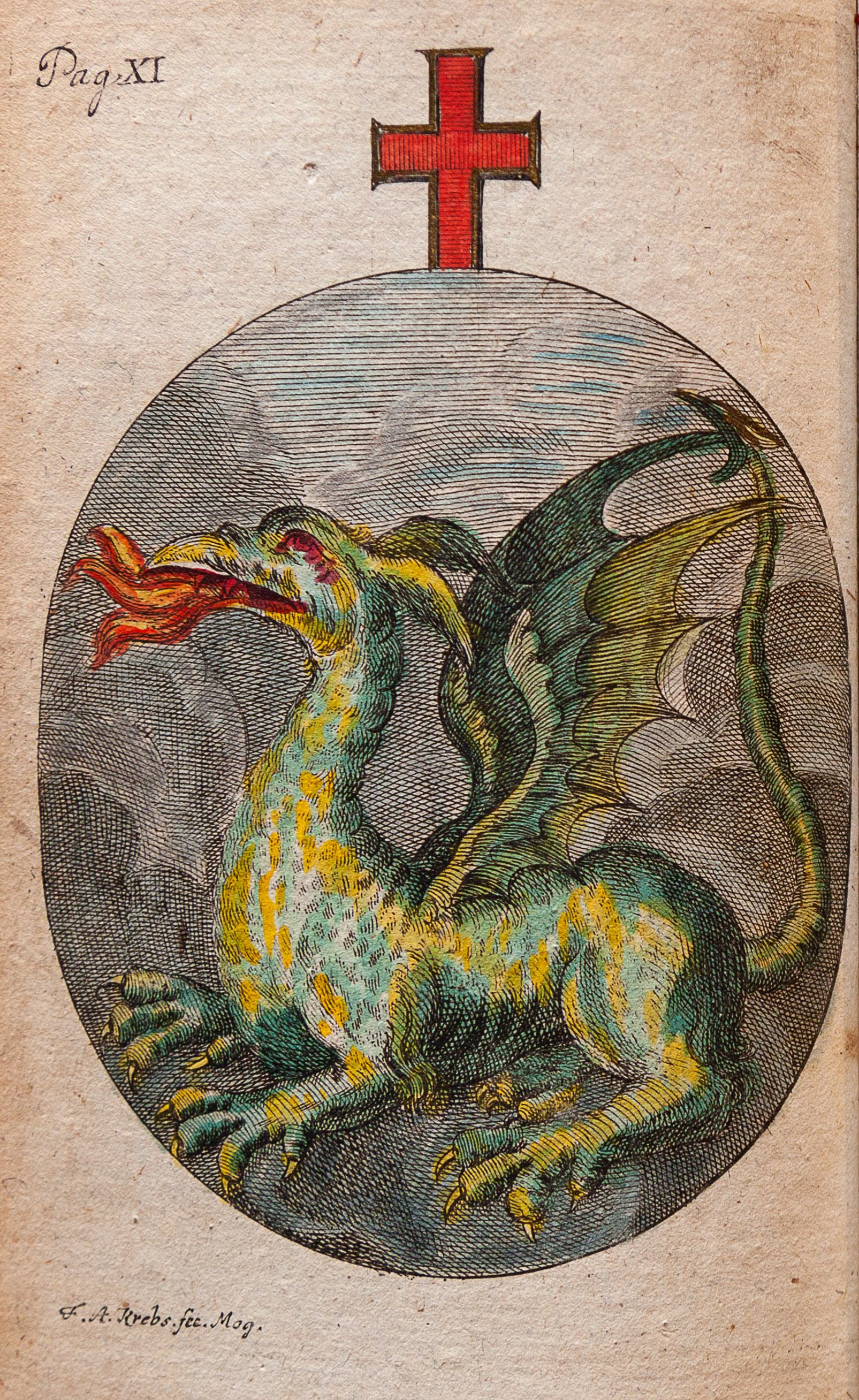
Hermaphroditisches Sonn und Monds Kind
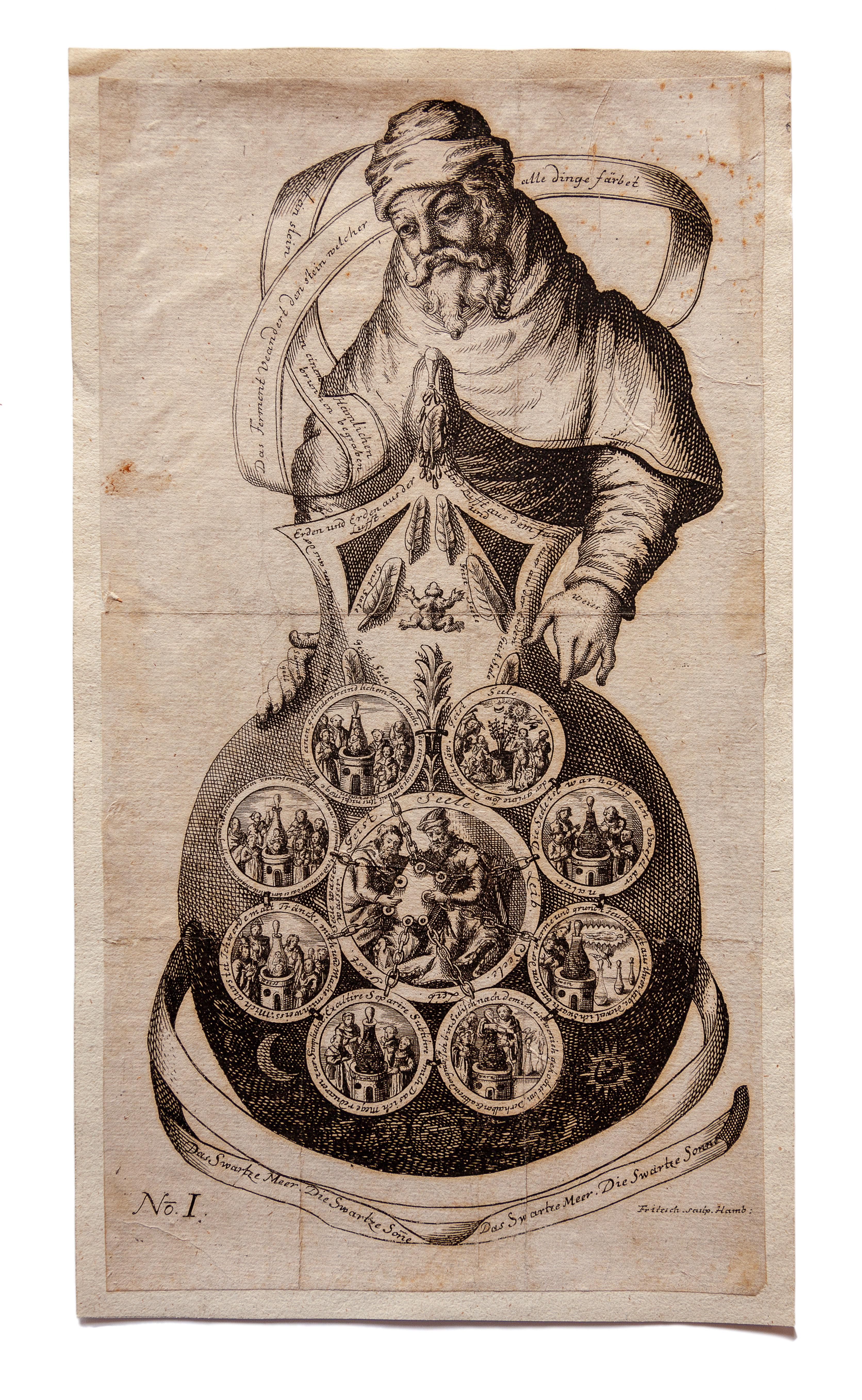
Detail of Ripley scroll

## Digitalisering van de collectie
In juni 2016 werd bekendgemaakt dat de schrijver Dan Brown, die in de Bibliotheca Philosophica Hermetica onderzoek voor sommige van zijn boeken deed, de bibliotheek 300.000 euro schonk. Het geld werd besteed aan het digitaliseren van de kerncollectie van 4,600 vroege drukken en 300 manuscripten, die sinds begin 2017 via de online catalogus vrij toegankelijk beschikbaar zijn.  De digitalisering draagt bij aan de wens van het museum om toegankelijk te zijn voor een groot, internationaal publiek. In een video vertelt Brown: ‘Ik voel me vereerd een kleine rol te mogen spelen in dit proces’. Ook het Prins Bernhard Cultuurfonds draagt bij aan het online zetten van eeuwenoude teksten dankzij een donatie van 15.000 euro.

## Tentoonstellingen

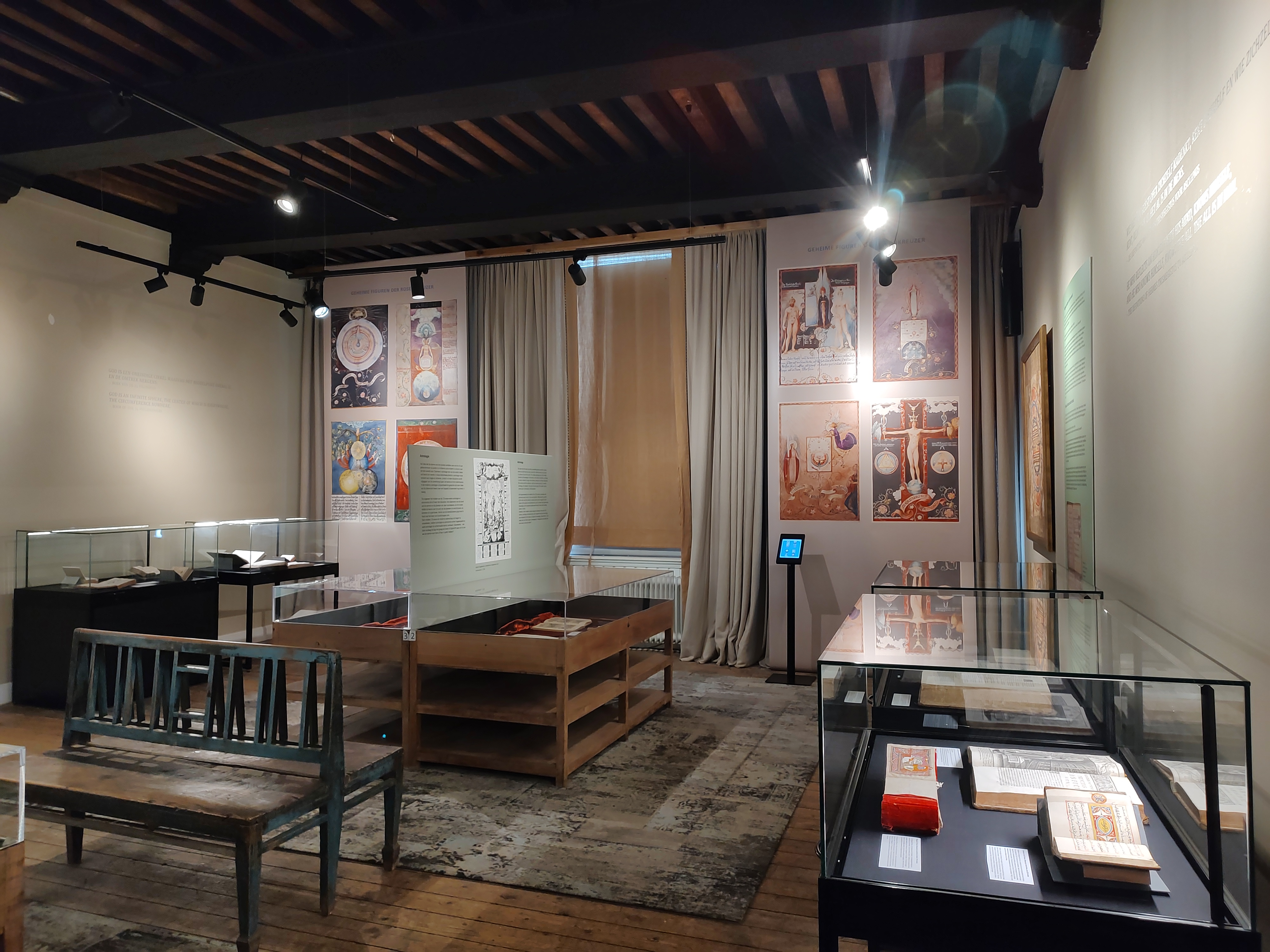
Tentoonstellingsruimte van de Embassy of the Free Mind

De permanente tentoonstelling van de Embassy of the Free Mind bestaat uit tweehonderd reproducties van afbeeldingen uit handschriften en oude gedrukte boeken van vóór 1900. De afbeeldingen maken de inhoud van de boeken over de verzamelde wijsheid uit haar collectie van 25.000 boeken letterlijk zichtbaar. Op de eerste verdieping bevindt zich een tentoonstellingsruimte, waar tijdelijke tentoonstelling gehouden en topstukken uit de collectie gepresenteerd worden. Daarnaast is er een leeszaal met circa 2.000 moderne boeken en vormen enkele kunstwerken, zoals de ‘Graal van Amsterdam’, het hart van het museum.
In het museum worden dagelijks rondleidingen aangeboden. Bovendien zijn er regelmatig thematische rondleidingen door de conservatoren. Iedere maand vindt er een lunchconcert plaats. Met museumkaart/stadspas/icom/Amsterdam City kaart is de toegang tot het museum gratis. 